# US Open 2007 - Quad doppio
Jiske Griffoen e Esther Vergeer hanno battuto in finale Korie Homan e Sharon Walraven con il punteggio di 6–1, 6–1.

## Teste di serie
1. Jiske Griffoen /  Esther Vergeer (campioni)
2. Korie Homan /  Sharon Walraven (finali)

## Tabellone

### Legenda
| - Q = Qualificato - WC = Wild card - LL = Lucky loser | - ALT = Alternate - SE = Special Exempt - PR = Protected Ranking | - w/o = Walkover - r = Ritirato - d = Squalificato |

### Finali
|  | Primo turno | Primo turno                                | Primo turno                                | Primo turno | Primo turno |  |  | Finali | Finali                        | Finali                        | Finali | Finali |  |
|  |             |                                            |                                            |             |             |  |  |        |                               |                               |        |        |  |
|  | 1           | Jiske Griffoen Esther Vergeer              | Jiske Griffoen Esther Vergeer              | 6           | 6           |  |  |        |                               |                               |        |        |  |
|  |             | Beth Arnoulp-Ritthaler Florence Gravellier | Beth Arnoulp-Ritthaler Florence Gravellier | 3           | 0           |  |  | 1      | Jiske Griffoen Esther Vergeer | Jiske Griffoen Esther Vergeer | 6      | 6      |  |
|  |             | Hong Young-Suk Mie Yaosa                   | 6                                          | 1           | 2           |  |  | 2      | Korie Homan Sharon Walraven   | Korie Homan Sharon Walraven   | 1      | 1      |  |
|  | 2           | Korie Homan Sharon Walraven                | 4                                          | 6           | 6           |  |  |        |                               |                               |        |        |  |